# Chaltenobatrachus grandisonae
Chaltenobatrachus grandisonae – gatunek płaza bezogonowego z rodziny Batrachylidae, jedyny przedstawiciel rodzaju Chaltenobatrachus. Występuje w południowym Chile oraz na przyległym obszarze południowo-zachodniej Argentyny (prowincja Santa Cruz). Miejsce typowe znajduje się na chilijskiej wyspie Wellington. Jego naturalnym środowiskiem są umiarkowane lasy i słodkowodne bagna.